# Роберту Северу
Роберту Луїш Гашпар де Деуш Северу (порт. Roberto Luís Gaspar de Deus Severo, нар. 3 квітня 1976, Лісабон, Португалія) — колишній португальський футболіст, що грав на позиції захисника.
Виступав, зокрема, за клуби «Спортінг» та «Рекреатіво», а також національну збірну Португалії.
Дворазовий чемпіон Португалії. Дворазовий володар Кубка Португалії.

## Клубна кар'єра
У дорослому футболі дебютував 1993 року виступами за команду клубу «Уніан де Ламаш», в якій провів два сезони, взявши участь у 28 матчах чемпіонату.
Протягом 1995—1996 років захищав кольори команди клубу «Кампумайоренсе».
Своєю грою за останню команду привернув увагу представників тренерського штабу клубу «Спортінг», до складу якого приєднався 1996 року. Відіграв за лісабонський клуб наступні десять сезонів своєї ігрової кар'єри. Більшість часу, проведеного у складі «Спортінга», був основним гравцем захисту команди. За цей час двічі виборював титул чемпіона Португалії.
Протягом 2006—2006 років захищав кольори команди клубу «Бордо».
2006 року уклав контракт з клубом «Рекреатіво», у складі якого провів наступні три роки своєї кар'єри гравця.
Протягом 2009—2010 років захищав кольори команди клубу «Белененсеш».
Завершив професійну ігрову кар'єру у клубі «Альсіра», за команду якого виступав протягом 2011—2011 років.

## Виступи за збірні
1995 року залучався до складу молодіжної збірної Португалії. На молодіжному рівні зіграв у 13 офіційних матчах, забивши два голи.
1997 року дебютував в офіційних матчах у складі національної збірної Португалії. Протягом кар'єри у національній команді, яка тривала 8 років, провів у формі головної команди країни 31 матч, забивши 2 голи.
У складі збірної був учасником чемпіонату Європи 2000 року у Бельгії та Нідерландах, на якому команда здобула бронзові нагороди, чемпіонату світу 2002 року в Японії і Південній Кореї, чемпіонату Європи 2004 року у Португалії, де разом з командою здобув «срібло».

## Досягнення
- Чемпіон Португалії:

«Спортінг»: 1999-00, 2001-02
- Володар Кубка Португалії:

«Спортінг»: 2000-01, 2001-02
- Володар Суперкубка Португалії:

«Спортінг»: 2000, 2002
- Чемпіон Європи (U-18): 1994
- Віце-чемпіон Європи: 2004